# Takako Shimura
Takako Shimura (志村貴子 Shimura Takako?, Kanagawa, 23 de octubre de 1973) es una escritora de manga principalmente conocida por sus obras publicadas en Japón en los que trata la temática LGBT (especialmente el lesbianismo y el transgénero). Nacida en Kanagawa, ahora reside en Tokio. Su serie Aoi Hana fue adaptada al anime, emitiéndose en el 2009 y licenciada al francés bajo el título Fleurs Bleues; y Hōrō Musuko fue lincenciada al inglés por Fantagraphics Books bajo el título Wandering Son, así como también obtuvo una adaptación a anime emitido en el 2011. En el 2014 colaboró con los diseños originales de los personajes del anime Aldnoah.Zero, en el 2016 realiza el mismo trabajo para el anime Battery.

## Trabajos
- Shikii no Jūnin (敷居の住人?) (1997–2002, 7 volúmenes)
- Seikatsu Ijishō (生活維持省?) (2003, one-shot)
- Boku wa, Onna no Ko (ぼくはおんなのこ?) (2003, 1 volumen)
  - Boku wa Onna no Ko (ぼくはおんなのこ?)
  - Rakuen ni Ikō (楽園に行こう?)
  - Shōnen no Musume (少年の娘?)
  - Akemi no Theme: Teruo-hen (アケミのテーマ テルオ編?)
  - Akemi no Theme: Yoshio-hen (アケミのテーマ ヨシオ編?)
  - Akemi no Theme: Haruo-hen (アケミのテーマ ハルオ編?)
  - Hana (花?)
  - sweet16
- Dōnika Naru Hibi (どうにかなる日々?) (2002–2004, 2 volúmenes)
- Love Buzz (ラヴ・バズ?) (2002–2005, 3 volúmenes)
- Hōrō Musuko (放浪息子 Hōrō Musuko?) (2002-2013, 15 volúmenes)[1]
- Aoi Hana (青い花?) (2004-2013, 8 volúmenes)[2]
- Kawaii Akuma (かわいい悪魔?) (4 capítulos, cancelado)
- Toaru Hi (とあるひ?) (2004–2005, 2 capítulos)
- Route 225 (ルート225?) (adaptación de la novela de Chiya Fujino, 2007–2008, 1 volumen)
- Fushō no Musuko (不肖の息子?) (2009, one-shot)
- Awajima Hyakkei (淡島百景?) (2011-en publicación)[3]
- Musume no Iede (娘の家出?) (2012-en publicación)
- Wagamama Chie-chan (わがままちえちゃん?) (2014-2015)
- Diseños de los personajes en Aldnoah.Zero (2014-2015)
- Koi-Izi (こいいじ?) (2014-en publicación)
- Diseños de los personajes en Battery (バッテリー?) (2016)[4]